# 张振川 (1923年)
张振川（1923年10月—2022年2月13日），男，直隶（今河北）玉田人，中华人民共和国政治人物，曾任河北省军区司令员，河北省人大常委会副主任，第六届全国人大代表 河北玉田人，1939年参加革命，1940年3月参加八路军，同年加入中国共产党。1960年毕业于军事学院。冀热辽军区班长、排长、连长，华北野战军581团参谋长，参加平津、太原、兰州等战役。1951年参加抗美援朝，任581团长。回国后任194师副师长。1960年后历任194师师长，65军副军长。1975年任65军代理军长，1983-1985年任河北省军区司令员，河北省第六届人大常委会副主任。第六届全国人大代表。1985年7月离休。
曾获人民功臣奖章、二级独立自由勋章、三级解放勋章、独立功勋荣誉章等。
2022年2月13日，张振川因病在石家庄逝世，享年99岁。